# Kevin Barry
Kevin Barry (Limerick, 1969) és un escriptor irlandès.
Amb 36 anys havia viscut a 17 adreces diferents, una d'elles a Barcelona. Finalment es va establir a Cork perquè cada vegada li era més difícil moure els llibres d'una casa a una altra. La seva primera ambició era ser fotògraf però ja amb vint anys va començar a escriure ficció, encara que confessa que troba a faltar el periodisme. Ha publicat dues col·leccions de contes, amb les que ha guanyat diversos premis i que l'han dut a publicar a les revistes més prestigioses, com The New Yorker. Amb Ciutat Bohane, la seva novel·la debut, ha guanyat el Premi Author's Club First Novel Award i el Premi Impac 2013.

## Publicacions
Relats curts
- There are Little Kingdoms (2007)
- Dark Lies the Island (2012)

Novel·les
- City of Bohane (2011) traduït al català com a Ciutat de Bohane per Ferran Ràfols Gesa amb Raig Verd (2015)
- Beatlebone (2016) traduïda al català per Ferran Rafols (Raig Verd, 2016)

## Premis i reconeixements
- 2007: Premi Rooney de Literatura Irlandesa per There are Little Kingdoms
- 2011: Premi Costa Book, nominació per City of Bohane
- 2012: Premi Sunday Times EFG Private Bank de narrativa breu per Beer Trip to Llandudno[1][2]
- 2012: Authors' Club First Novel Award per City of Bohane[3]
- 2013: IMPAC International Dublin Literary Award per City of Bohane[4]
- 2015: Premi Goldsmith a la innovació per Beatlebone.